# Propyria hypoleuca
Propyria hypoleuca là một loài bướm đêm thuộc phân họ Arctiinae, họ Erebidae.